# Zone bathypélagique

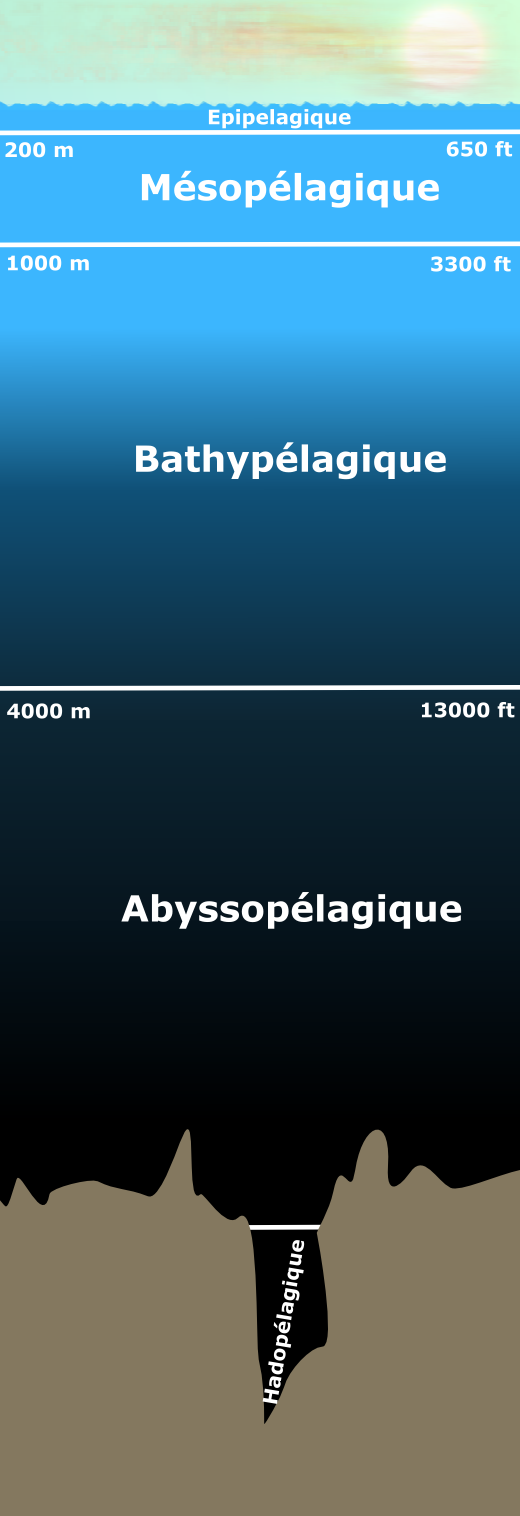
Diagramme des couches de la zone pélagique.

La zone bathypélagique (ou étage bathypélagique ou zone de minuit), est une zone pélagique et la couche de la colonne d'eau située entre 1 000 et 4 000 m de profondeur et ne dépasse pas les 4 °C.
Elle abrite de nombreux animaux abyssaux comme les baudroies abyssales, les chimères, les calmars géants et les calmars colossaux.

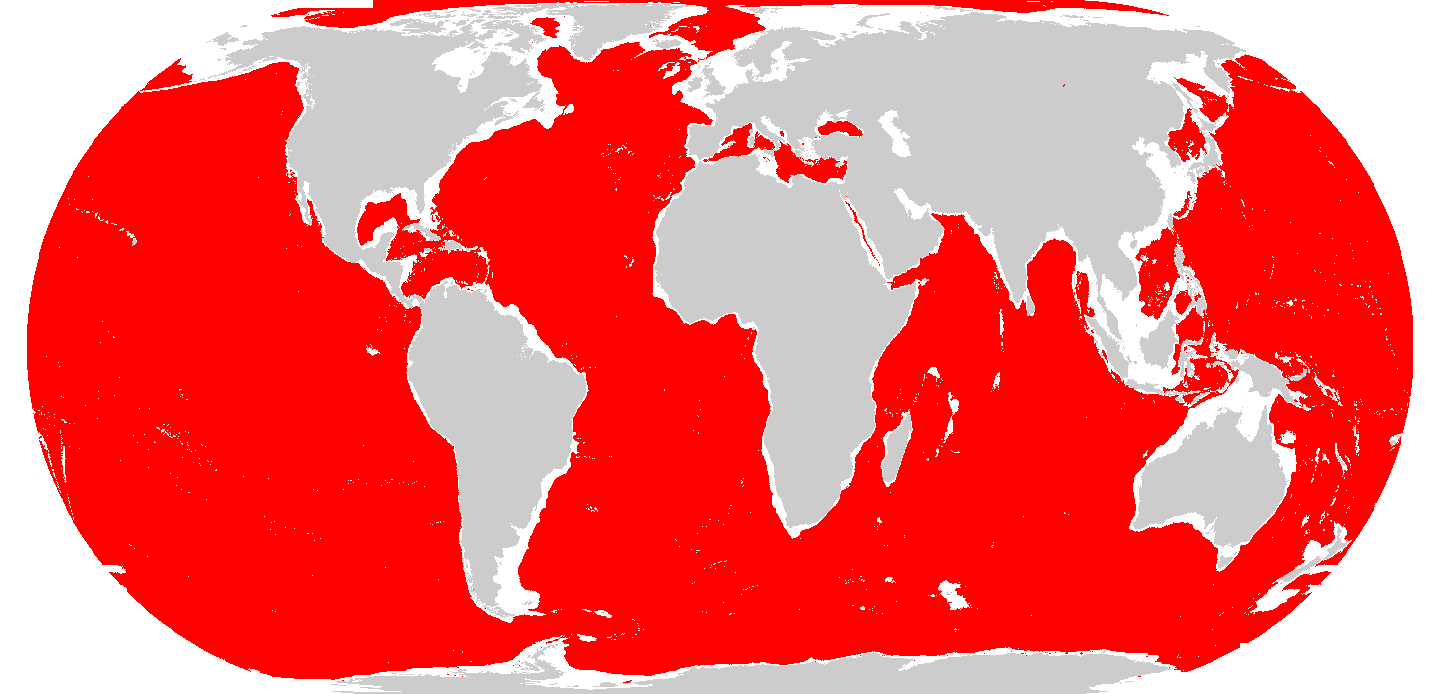
Carte des zones bathypélagiques dans le monde.

## Faune
La zone bathypélagique compte nombre d’animaux bioluminescents comme les baudroies abyssales de Johnson, des Linophryne lucifer, des calmars géants, des chimères et des calmars colossaux,,.

## Environnements
On y trouve des cheminées hydrothermales, (où on peut trouver des Riftia pachyptila), des lacs de saumure, des carcasses de baleines, des suintements froids (sur lesquels on peut trouver des Lamellibrachia), des récifs coralliens d’eau froide.